# Батыров, Альберт Георгиевич
Альберт Георгиевич Батыров (род. 2 ноября 1981 года, Владикавказ, Северная Осетия) — белорусский борец вольного стиля, Осетин по национальности, чемпион Европы.

## Биография
Родился в 1981 году во Владикавказе. С 2005 года выступает за Белоруссию. Является родственником белорусского борца Сослана Гатциева, который ему посоветовал перебраться в эту страну.

## Спортивная карьера
Батыров с 2005 года занимал последовательно призовые места на чемпионатах Европы, начиная с бронзы.
В 2005 году стал бронзовым призёром чемпионата Европы. На чемпионате Европы 2006 года стал обладателем серебряной медали. В 2007 году стал чемпионом Европы. В 2008 году принял участие в Олимпийских играх в Пекине, но там был лишь 9-м.